# А-235
Эшелони́рованная территориа́льная систе́ма противораке́тной оборо́ны А-235 («Ну́доль») — многоканальная система противоракетной обороны Московского промышленного района, разрабатывавшаяся с 1978 года коллективом под руководством А. Г. Басистова и Б. П. Виноградова в ЦНПО «Вымпел».
В 1990-е годы опытно-конструкторские работы по проекту были временно прекращены. Начиная с 2011 года, в печати появились публикации о дальнейших шагах по реализации проекта на производственной базе ГСКБ концерна «Алмаз-Антей». В изменённом виде проект реализуется уже как многофункциональная система противоракетной и противокосмической обороны, боевые возможности которой позволяют ей вести борьбу не только с баллистическими воздушно-космическими целями, но и с манёвренными пилотируемыми и непилотируемыми космическими аппаратами.
Скорость полёта превышает скорость пули, выпущенной из винтовки, в два раза. Высота подъёма — около 40 тыс. метров.

## Конструкторский замысел
Изначально система ПРО А-235 планировалась трёхэшелонной: дальний эшелон с ракетами ПРО А-925, средний эшелон — стрельбовый комплекс 58Р6, ближний эшелон — ракеты ПРС-1М (результат модернизации ракет ПРС-1). В видоизменённой системе противоракетной и противокосмической обороны А-235 планируется использовать двухступенчатые противоракеты с осколочно-фугасной и ядерной боевой частью, обеспечивающие ей возможность сбивать гиперзвуковые средства нападения, баллистические ракеты и их боевые блоки, а также спутники в ближнем космосе.

## История проекта
Задание на разработку модернизированного варианта системы ПРО А-135 было поставлено в постановлении совета министров СССР от 7 июня 1978 г. № 585-119 «О строительстве системы А-135». Проектирование системы велось в научно-исследовательском институте радиоприборостроения (НИИРП) ЦНПО «Вымпел» с 1986 г., генеральный конструктор — А. Г. Басистов (по 1998 г.), главный конструктор — Б. П. Виноградов (после смерти А. Г. Басистова в 1998 г. Б. П. Виноградов сменил его на посту генерального конструктора НИИРП). В соответствии с постановлением совета министров СССР от 15 июля 1985 г. № 661-202 НИИРП как подразделение ЦНПО «Вымпел» является головным предприятием России по многоэшелонной системе ПРО в целом, по наземной системе ПРО и системе информационного обеспечения системы ПРО.
Первый эскизный проект системы ПРО А-235, по всей вероятности, был защищён в 1985-1986 гг. Советским правительством был заключён государственный контракт от 31.01.1991 г. № 406/1591 с НИИРП на проведение модернизации системы ПРО, работы по расширению боевых возможностей системы А-135 в части увеличения дальней границы зоны поражения, увеличения манёвренности ракеты, а также оснащения ракет новой боевой частью (всё вместе — ОКР «Самолёт-М»). Наименование ракетно-технического комплекса модернизированной системы ПРО Москвы — РТЦ-181М. В соответствии с гос. контрактом срок готовности модернизированного варианта устанавливался на 2015 г.
Согласно указу президента РФ Б. Н. Ельцина от 17.02.1995 г. № 163 НИИРП определён головным предприятием по модернизации и совершенствованию системы ПРО города Москвы — системы РТЦ-181 — и созданию системы РТЦ-181М. В 2011 г. в концерне ПВО «Алмаз-Антей» разработана рабочая конструкторская документация на стрельбовый комплекс 14Ц033, рабочая конструкторская документация первой очереди на комплекс РЛС 14Ц031 и проект функционального программного обеспечения. В 2012 г. в концерне ПВО «Алмаз-Антей» проведены автономные предварительные испытания компонентов комплекса 14Ц033. Экспериментальные и учебно-боевые испытания А-235 планировали провести в 2013 г. На тот момент принципиальных различий между А-235 и системой ПРО А-135 эксперты не отмечали.
По данным иностранных СМИ, 18 ноября 2015 года состоялся первый успешный пуск ракеты комплекса «Нудоль» и третий пуск в программе испытаний ракеты комплекса. Предположительно, местом развёртывания комплекса в системе ПРО А-235 должен был быть бывший район базирования системы ПРО А-135 под Москвой. В мае 2016 года состоялись испытания элементов системы в рамках проведённых учений военно-космических сил РФ.
26 марта 2018 года в Плесецке провели шестые испытания ракеты А-235 и первые, произведённые со штатной подвижной пусковой установки. 18 января 2019 года на американском телеканале CNBC со ссылкой на источники в разведывательном сообществе сообщили об успешном испытании ракеты противоспутникового перехвата, проведённом в декабре 2018 года.
В 2020 году серия испытательных пусков А-235 была продолжена.
Западные СМИ со ссылкой на источники в министерстве обороны США называют «Нудоль» системой противоспутникового оружия. По мнению специалистов, российский комплекс с условным обозначением PL-19 нацелен на коммуникационные спутники, аппараты для орбитальной фотосъёмки и другие космические объекты США.
15 ноября 2021 года Министерство обороны РФ сообщило об успешном испытании противоспутникового оружия, в результате чего был уничтожен не функционировавший космический аппарат «Космос-1408» (типа «Целина-Д»), выведенный на орбиту в 1982 году. По сообщению НАСА, при этом была применена ракета «Нудоль», которая была запущена, скорее всего, с космодрома Плесецк. В связи с этим официальный представитель Госдепартамента США Нед Прайс заявил, что после этого испытания на орбите Земли образовались обломки, представлявшие опасность для Международной космической станции. Однако российское министерство обороны отрицало наличие этой угрозы.

## Элементы системы
Для решения указанных задач в систему предполагалось включить следующие элементы:
Примечание: литерно-числовые индексы ГРАУ для отдельных элементов комплекса указаны в скобках.

### Средства управления
- Командно-вычислительный пункт.
- Автоматизированная система управления.

### Средства обнаружения, селекции целей и наведения
- Радиолокационный комплекс информационного обеспечения «Киев».
- Многофункциональная радиолокационная станция «Нарва».

### Боевые средства
- Стрельбовые комплексы «Кивач».
- Огневые комплексы «Илек».
- Многоканальный стрельбовый комплекс «Амур».
- Оптико-электронный комплекс самолётного базирования «Онега», предназначенный для атмосферной селекции головных частей баллистических ракет противника.
- Стартовые позиции противоракет со стартом ракет из транспортно-пусковых контейнеров.
- Противоракеты

- дальнего перехвата — А-925 (51Т6),
- среднего перехвата — неустановленной модификации (58Р6),
- ближнего перехвата — ПРС-1М (45Т6), результат модернизации ракет ПРС-1 (53Т6).

### Вспомогательные средства
- Транспортные средства для перевозки и размещения средств системы, обеспечивающие оперативное развёртывание и свёртывание системы на местности.
- Материально-техническая база.

## Хронология испытаний
| Хронология испытательных пусков ракет системы «Нудоль» в 2014—2021 гг. | Хронология испытательных пусков ракет системы «Нудоль» в 2014—2021 гг. | Хронология испытательных пусков ракет системы «Нудоль» в 2014—2021 гг. | Хронология испытательных пусков ракет системы «Нудоль» в 2014—2021 гг. | Хронология испытательных пусков ракет системы «Нудоль» в 2014—2021 гг.                                 |
| №пп                                                                    | Дата                                                                   | Объект                                                                 | Стартовая позиция                                                      | Описание                                                                                               |
| ---------------------------------------------------------------------- | ---------------------------------------------------------------------- | ---------------------------------------------------------------------- | ---------------------------------------------------------------------- | --- |
| 1                                                                      | 12.08.2014                                                             | «Нудоль»                                                               | Плесецк                                                                | Первый пуск                                                                                            |
| 2                                                                      | 22.04.2015                                                             | «Нудоль»                                                               | Плесецк                                                                | Второй пуск: неудачный аварийный пуск                                                                  |
| 3                                                                      | 18.11.2015                                                             | «Нудоль»                                                               | Плесецк                                                                | Третий пуск: первый успешный испытательный пуск в рамках отработки сценария противоспутниковой обороны |
| 4                                                                      | 25.05.2016                                                             | «Нудоль»                                                               | Плесецк                                                                | Четвёртый пуск: успешный учебно-боевой пуск ракеты                                                     |
| 5                                                                      | 16.12.2016                                                             | «Нудоль»                                                               |                                                                        | Пятый пуск: успешный учебно-боевой пуск ракеты                                                         |
| 6                                                                      | 26.03.2018                                                             | «Нудоль»                                                               | Плесецк                                                                | Шестой пуск: успешный учебно-боевой пуск ракеты со штатной подвижной пусковой установки                |
| 7                                                                      | 23.12.2018                                                             | «Нудоль»                                                               | Плесецк                                                                | Седьмой пуск: второй успешный учебно-боевой пуск ракеты со штатной подвижной пусковой установки        |
| 8                                                                      | 15.04.2020                                                             | «Нудоль»                                                               | Плесецк                                                                | Восьмой пуск                                                                                           |
| 9                                                                      | 16.12.2020                                                             | «Нудоль»                                                               | Плесецк                                                                | Девятый пуск                                                                                           |
| 10                                                                     | 29.05.2021                                                             | «Нудоль»                                                               | Плесецк                                                                | Десятый пуск                                                                                           |
| 11                                                                     | 15.11.2021                                                             | «Нудоль»                                                               | Плесецк                                                                | 11-й пуск: сбит спутник «Космос-1408»                                                                  |
| 12                                                                     | 02.12.2022                                                             | «Нудоль»                                                               |                                                                        | 12-й пуск                                                                                              |
| 13                                                                     | 16.03.2024                                                             | «Нудоль»                                                               |                                                                        | 13-й пуск                                                                                              |

## Общая оценка проекта
В июне 2016 года военный эксперт, полковник запаса М. Ходарёнок заявлял, что «А-235 будет представлять собой классический вариант системы ПРО». На тот момент, неназванный источник в ВПК проводимые работы оценивал как очень успешные. Также, ввиду секретности проекта, точные сведения по системе А-235 отсутствовали, но можно было предположить, что в тактико-техническом задании на разработку новой системы учтены три следующих принципа: во-первых, система должна обладать способностью по неядерному перехвату (более ранние проекты противоракет оснащались ядерной боевой частью, что существенно сужало область их возможного применения, более того, применение противоракеты с ядерной боеголовкой фактически означало начало ядерной войны и исключало их использование в рамках ограниченного вооружённого конфликта); во-вторых, система должна быть подвижной, без жёсткой привязки к какому-либо объекту или центру; в-третьих, она должна обеспечивать перехват на высоте не менее 500−750 км, то есть на низкой околоземной орбите.
Сравнительная характеристика
| Основные сведения и тактико-технические характеристики стратегических комплексов (систем) противоракетной обороны СССР и России | Основные сведения и тактико-технические характеристики стратегических комплексов (систем) противоракетной обороны СССР и России | Основные сведения и тактико-технические характеристики стратегических комплексов (систем) противоракетной обороны СССР и России | Основные сведения и тактико-технические характеристики стратегических комплексов (систем) противоракетной обороны СССР и России | Основные сведения и тактико-технические характеристики стратегических комплексов (систем) противоракетной обороны СССР и России | Основные сведения и тактико-технические характеристики стратегических комплексов (систем) противоракетной обороны СССР и России | Основные сведения и тактико-технические характеристики стратегических комплексов (систем) противоракетной обороны СССР и России | Основные сведения и тактико-технические характеристики стратегических комплексов (систем) противоракетной обороны СССР и России | Основные сведения и тактико-технические характеристики стратегических комплексов (систем) противоракетной обороны СССР и России | Основные сведения и тактико-технические характеристики стратегических комплексов (систем) противоракетной обороны СССР и России | Основные сведения и тактико-технические характеристики стратегических комплексов (систем) противоракетной обороны СССР и России |
| Характеристики | Наименование комплекса (системы) ПРО                                                                                            | Наименование комплекса (системы) ПРО                                                                                            | Наименование комплекса (системы) ПРО                                                                                            | Наименование комплекса (системы) ПРО                                                                                            | Наименование комплекса (системы) ПРО                                                                                            | Наименование комплекса (системы) ПРО                                                                                            | Наименование комплекса (системы) ПРО                                                                                            | Наименование комплекса (системы) ПРО                                                                                            | Наименование комплекса (системы) ПРО                                                                                            | Наименование комплекса (системы) ПРО                                                                                            |
| Характеристики | «А» | «А-35» | «А-35Т» | «А-35М» | «С-225» | «С-375» | «А-135» | «А-135» | «А-235» | «А-235» |
| --- | --- | --- | --- | --- | --- | --- | --- | --- | --- | --- |
| Разработчик (изготовитель) | СКБ-30, МКБ «Факел» | ЦНПО «Вымпел», МКБ «Факел» | СКБ-30 | ЦНПО «Вымпел», МКБ «Факел» | ЦКБ «Алмаз» | ЦКБ «Алмаз» | ЦНПО «Вымпел», МКБ «Факел», ЕМКБ «Новатор»                                                                                      | ЦНПО «Вымпел», МКБ «Факел», ЕМКБ «Новатор»                                                                                      | ЦНПО «Вымпел» | ЦНПО «Вымпел» |
| Год(ы) окончания проекта | 1961—1963 | 1972—1974 | 1973 | 1978 | 1985 | 1991 | 1995 | 1995 | ?? | ?? |
| Принятие на вооружение | Нет | Да | Нет | Да | Нет | Нет | Да | Да | Н/д | Н/д |
| Тип ракеты | В-1000 | А-350Ж | А-350М | А-350Р | ПРС-1 / В-825 | ПРС-1 | 51Т6 типа А-350 | 53Т6 | 51Т6 мод. | 14Ц033 |
| Число ступеней | 2 | 2 | 2 | 2 | 2 | 2 | 2 | - | 2 | 2 |
| Тип двигателя (стартовый/маршевый) | РДТТ/ЖРД | РДТТ/ЖРД | РДТТ/ЖРД | РДТТ/ЖРД | РДТТ/РДТТ | РДТТ/РДТТ | РДТТ/ЖРД | РДТТ | РДТТ/ЖРД | ЖРД/ЖРД |
| Тип боевой части | о.-ф., ядерная | ядерная | ядерная | ядерная | ядерная | ядерная | ядерная | ядерная | ядерная | о.-ф., ядерная |
| Стартовая масса ракеты, т | — | 33 | — | 33 | — | — | 33 | 10 | — | 9,6 |
| Длина ракеты, м | 12,4—14,5 | 19,8 | — | 19,8 | — | — | 19,8 | 10,0 | — | — |
| Диаметр корпуса, м | 1,0 | 2,57 | — | 2,57 | — | — | 2,57 | 1,0 | — | — |
| Дальность действия, км | — | 350 | — | 350 | — | 500—1000 | 350 | 80 | 1000—1500 | 200—300 |
| Скорость полёта, м/с | 1000 | — | — | — | — | 2000—5000 | — | 3000 | — | — |
| Система наведения | радиокомандная | радиокомандная | радиокомандная | радиокомандная | радиокомандная | радиокомандная | радиокомандная | радиокомандная | радиокомандная | радиокомандная |
| Источник информации: Щит России: системы противоракетной обороны. — М.: Изд-во МГТУ им. Н. Э. Баумана, 2009. — С. 270. — 504 с. — ISBN 978-5-7038-3249-3. Примечание: Проекты А-35Т, С-225 и С-375 были прекращены на различных стадиях проведения опытно-конструкторских работ. Проект А-235 находится на стадии полигонных испытаний. | | | | | | | | | | |